# Taiwanobryum speciosum
Taiwanobryum speciosum là một loài rêu trong họ Prionodontaceae. Loài này được Nog. mô tả khoa học đầu tiên năm 1936.